# Irit Gal
Pour les articles homonymes, voir Gal.
Irit Gal est journaliste et directrice de programmes à la télévision israélienne. Elle a tourné plusieurs films documentaires, entre autres sur le centre nucléaire israélien de Dimona, et, en 1999, un film sur la guerre du Liban, couronné au festival de cinéma de Jérusalem.